# Quinta de Tilcoco
Quinta de Tilcoco ist eine Stadt und Gemeinde in der Provinz Cachapoal in der Región del Libertador General Bernardo O’Higgins in Chile. Bei der Volkszählung im Jahr 2017 hatte sie 13.002 Einwohner. Die Gemeinde erstreckt sich über eine Fläche von 93,2 km².

## Name
Der Name Tilcoco stammt möglicherweise vom Mapudungun trillko, einer Variante von chillko, dem „chilco oder Fuchsia magellanica“ und ko, „Wasser“, also „chilco-Wasser“.

## Bevölkerung
Laut der Volkszählung des Nationalen Statistikinstituts von 2002 hatte Quinta de Tilcoco 11.380 Einwohner (5811 Männer und 5569 Frauen). Von diesen lebten 5850 (51,4 %) in städtischen Gebieten und 5530 (48,6 %) in ländlichen Gebieten. Die Bevölkerung wuchs zwischen den Volkszählungen von 1992 und 2002 um 5,5 % (598 Personen). Im Jahr 2017 zählte man 13.002 Personen.

## Persönlichkeiten
- Jaime Riveros (* 1970), Fußballspieler und -trainer
- Darío Gálvez (* 1975), Fußballspieler